# Vladimir Kuzin
Vladimir Kuzin (n. 15 iulie 1930, Lampozhnya⁠(d), Mezensky District⁠(d), RSFS Rusă, URSS – d. 5 octombrie 2007, Moscova, Rusia) a fost un schior de fond ce a reprezentat Uniunea Republicilor Sovietice Socialiste, medaliat olimpic. A participat la o ediție a Jocurilor Olimpice (1956) în care a câștigat o medalie de aur.